# Списак ратних бродова Јапанске ратне морнарице
Следи списак бродова Јапанске ратне морнарице:

## Бојни бродови
- Котецу, (1864-1888) - први јапански потпуно гвоздени брод, променио име у Азума,
- Фусо (1877—1910)

- Бојни бродови заробљени у Првом кинеско-јапанском рату : 
  - Чинен (1882, бивши Кинески Чен Јуен) (1895– 1914)

- класа Фуџи:
  - Фуџи (1896—1948)
  - Јашима (1896—1904)

- класа Шикишима:
  - Шикишима (1898–1948)
  - Хацузе (1899–1904)
- Асахи (1899–1942)
- Микаса (1900–данас брод музеј)

- Бојни бродови заробљени у Руско-Јапанском рату : 
  - Ики (1889, бивши Руски Император Николај I) (1905-1915)
  - Танго (1892, бивши Руски Полтава) (1905-1923)
  - Сагами (1898, бивши Руски Пересвет) (1905-1916)
  - Суво (1900, бивши Руски Победа) (1905-1946)
  - Хизен (1900, бивши Руски Ретвизан) (1905-1924)
  - Ивами (1902, бивши Руски Орел) (1905-1924)
  - Мишима (1894, бивши Руски Адмирал Сењавин)　(1905-1936)
  - Окиношима (1896, бивши Руски Генерал-Адмирал Граф Апраксин) (1905-1925)

- класа Катори :
  - Катори (1905—1924)
  - Кашима (1905—1924)

- класа Сацума:
  - Сацума (1906–1924)
  - Аки (1907—1923)

- класа Кавачи:
  - Кавачи (1910—1918)
  - Сецу (1911—1924)

- класа Фусо:
  - Фусо (1914–1944)
  - Јамаширо (1915—1944)

- класа Исе:
  - Исе (1916- 1945)
  - Хјуга (1917—1945)

- класа Нагато:
  - Нагато (1919—1946)
  - Муцу (1920—1943)

- Бојни бродови добијени као ратна одштета Први светски рат:
  - бивши Турски Торгуд Реис, бивши Немачки Вајсенбург, - коришћен као брод за обуку (исечен 1938)
  - бивши Немачки Насау - предат Јапану као ратна одштета 7. априла 1920, продат јуна 1920. Великој Британији (сасечен 1920)
  - бивши Немачки Олденбург) - предат Јапану као ратна одштета, продат Великој Британији (сасечен 1921)

- класа Кага: 
  - Кага (завршен као носач авиона 1928)
  - Тоса (стопиран 1922)

- класа Ки:
  - Ки (отказан)
  - Овари (отказан)
  - Хирага (отказан)
  - Кашино (отказан)

- каласа Јамато:
  - Јамато (1940—1945)
  - Мусаши (1940—1944)
  - Шинано (завршен као носач авиона 1944)
  - No.111 (стопиран 1942)
  - No.797 (није ни почет)

## Бојни крсташи
- класа Конго: 
  - Конго (1912—1944)
  - Хиеј (1912—1942)
  - Харуна (1913—1945)
  - Киришима (1913—1942)

- класа Амаги:
  - Амаги (стопиран 1922, требало да буде преправљен у носач авиона али је конструкција оштећена у јаком земљотресу, сасечен)
  - Акаги (завршен као носач авиона 1927)
  - Атаго (стопиран 1920, сасечен)
  - Такао (стопиран 1920, сасечен)

## Носач авиона

### Флотни носачи авиона
- Акаги (1927—1942)
- Кага (1928—1942)
- класа Сорју:
  - Сорју (1937—1942)
  - Хирју (1939—1942)
- класа Шокаку:
  - Шокаку (1941—1944)
  - Зуикаку (1941—1944)
- класа Џунјо:
  - Џунјо (1942—1947)
  - Хијо (1942—1944)
- Таихо (1944—1944)
- класа Унрју:
  - Амаги (1944—1945)
  - Унрју (1944—1944)
  - Кацураги (1945—1947)
  - Касаги (није завршен)
  - Асо (није завршен)
  - Икома (није завршен)
- Шинано (1944—1944)

### Лаки флотни носачи авиона
- Хошо (1921—1947)
- Рјуџо (1933—1942)
- класа Зуихо:
  - Шохо (1942—1942)
  - Зуихо (1942—1944)
- Рјухо (1942—1945)
- класа Читосе:
  - Читосе (1943—1944)
  - Чијода (1944—1944)

### Ескортни носачи авиона
- класа Таијо:
  - Унјо (1942—1944)
  - Чујо (1942—1943)
  - Таијо (1941—1944)
- Каијо (1942—1945)
- класа Акицуки Мару:
  - Акицуки Мару (1942—1944)
  - Нигицу Мару (1943—1944)
- Шинјо (1943—1944)
- класа Шимане Мару:
  - Шимане Мару (1945—1945)
  - Отакисан Мару (није завршен)
- класа Јамаширо Мару:
  - Јамаширо Мару (1945—1945)
  - Чигуса Мару (није завршен)
- Кумано Мару (1945—1948)

## Носачи хидроавиона

### Флотни носачи хидроавиона
- класа Читосе:
  - Читосе (1938- преправљен у носач авиона 1943)
  - Чијода (1938- преправљен у носач авиона 1944)
- Мизухо (1939—1942)
- Нишин (1942—1943)
- класа Акицушима:
  - Акицушима (1942—1944)
  - Чихаја (није завршен)
  - Без имена (отказан)

### Ескортни (Транспортни) носачи хидроавиона
- Вакамија (1901—1932)
- Ноторо (1920—1947)
- Камои (1922—1945)
- класа Кагу Мару:
  - Кагу Мару (1937—1944)
  - Кинугаса Мару (1938—1944)
- класа Сагара Мару:
  - Сагара Мару
  - Сануки Мару
- Сањо Мару (1941—1944)
- класа Камикава Мару:
  - Камикава Мару (1937—1944)
  - Кимикава Мару (1941—1943)
  - Кијокава Мару (1941—1945)
  - Куникава Мару (1942—1945)

## Оклопни крсташи
- Чијода (1891—1927)
- класа Азама:
  - Азама (1898—1945)
  - Токива (1898—1945)
- класа Изумо:
  - Изумо (1900—1945)
  - Ивате (1901—1945)
- Јакумо (1900—1947)
- Азума (1900—1944)
- класа Касуга:
  - Касуга (1904—1945)
  - Нишин (1904—1936)
- Оклопни крсташ заробљен у Руско-Јапанском рату
  - Асо (1903, бивши Руски Бајан) (1905-1935)
- класа Цукуба:
  - Цукуба (1907—1917)
  - Икома (1908—1923)
- класа Ибуки:
  - Ибуки (1909—1923)
  - Курама (1911—1923)

## Крстарице

### Заштићене крстарице
- Заштићена крстарица заробљена у Првом Кинеско-Јапанском рату :
  - Саијен (1885, бивша Кинеска) (1895-1904)
- Изуми (1884—1912)
- класа Нанива:
  - Нанива (1885—1912)
  - Такачихо (1885—1914)
- Унеби (1886—1887)
- Јаејама (1890—1911)
- Чишима (1892—1892)
- класа Мацушима:
  - Ицукушима (1891—1926)
  - Мацушима (1892—1908)
  - Хашидате (1894—1927)
- Акицушима (1894—1927)
- Јошино (1893—1904)
- класа Акаши:
  - Сума (1896—1928)
  - Акаши (1899—1930)
- Такасаго (1898—1904)
- класа Читоше:
  - Читоше (1898—1931)
  - Касаги (1898—1916)
- класа Цушима:
  - Цушима (1904—1939)
  - Нитака (1904—1923)
- Отова (1904—1917)
- Тоне (1910—1933)
- Заштићене крстарице заробљене у Руско-Јапанском рату:
  - Цугару (1903, бивша Руска Палада, (1905-1922)
  - Соја (1904, бивша Руска Варјаг, (1905-1916)
  - Сузуја (1904, бивша Руска Новик), (1905-1913)

### Лаке крстарице
- класа Јодо:
  - Јодо (1908—1940)
  - Могами (1908—1928)
- класа Чикума:
  - Чикума (1912—1931)
  - Хирадо (1912—1940)
  - Јахаги (1912—1940)
- класа Тенрју:
  - Тенрју (1919—1942)
  - Тацута (1919—1944)
- класа Кума:
  - Кума (1920—1944)
  - Тама (1921—1944)
  - Китаками (1920—1946)
  - Ои (1921—1944)
  - Кисо (1921—1944)
- Лака крстарица добијена као ратна одштета Први светски рат
  - Ј (1909, бивша Немачка Аугсбург (1920—1922)
- класа Нагара:
  - Нагара (1922—1944)
  - Исузу (1923—1945)
  - Јура (1923—1942)
  - Натори (1922—1944)
  - Кину (1922—1944)
  - Абукума (1925—1944)
- класа Сендај:
  - Сендај (1924—1943)
  - Џинцу (1925—1943)
  - Нака (1925—1944)
- Јубари (1923—1944)
- Лаке крстарице заробљене у Другом Кинеско-Јапанском рату
  - Јошима (1931. бивша Кинеска Нинг Хаи) (1937-1944)
  - Јасођима (1935. бивша Кинеска Пинг Хаи) (1937-1944)
- класа Катори:
  - Катори (1940—1944)
  - Кашима (1940—1947)
  - Каши (1941—1945)
  - Кашивара (није завршена)
- класа Агано:
  - Агано (1942—1944)
  - Јахаги (1943—1945)
  - Ноширо (1943—1944)
  - Сакава (1944—1946)
- класа Ојодо:
  - Ојодо (1943—1945)
  - Нијодо (није завршена)

### Тешке крстарице
- класа Фурутака:
  - Фурутака (1926—1944)
  - Како (1926—1944)
- класа Аоба:
  - Аоба (1927—1945)
  - Кинугаса (1927—1942)
- класа Мјоко:
  - Мјоко (1929—1946)
  - Начи (1928—1944)
  - Ашигара (1929—1945)
  - Хагуро (1929—1945)
- класа Такао:
  - Такао (1932—1947)
  - Маја (1932—1944)
  - Атаго (1932—1944)
  - Чокаи (1932—1944)
- класа Могами - преправљене од лаких крстарица
  - Могами (1935—1944)
  - Микума (1935—1942)
  - Сузуја (1937—1944)
  - Кумано (1937—1944)
- класа Тоне:
  - Тоне (1938—1945)
  - Чикума (1939—1944)
- класа Ибуки:
  - Ибуки (преправљена у носач авиона, преправка није завршена)
  -  301 (није поринута)

## Разарачи

### Флотни разарачи
- класа Асаказе:
  - Асаказе (1906—1928)
  - Камиказе (1905—1928)
  - Хацушио (1905—1928)
  - Јајои (1905—1926)
  - Кисараги (1905—1928)
  - Ширацују (1906—1928)
  - Ширајуки (1906—1928)
  - Мацуказе (1907—1926)
  - Харуказе (1906—1928)
  - Шигуре (1906—1925)
  - Асацују (1906—1913)
  - Хајате (1907—1925)
  - Оите (1906—1926)
  - Јунаги (1906—1925)
  - Југуре (1906—1928)
  - Јудачи (1906—1928)
  - Миказуки (1906—1928)
  - Новаки (1906—1924)
  - Ушио (1905—1928)
  - Ненохи (1905—1928)
  - Хибики (1906—1928)
  - Широтаје (1907—1914)
  - Хацухару (1906—1925)
  - Вакаба (1906—1928)
  - Хацујуки (1905—1928)
  - Узуки (1907—1925)
  - Миназуки (1907—1930)
  - Нагацуки (1907—1930)
  - Кикузуку (1907—1930)
  - Уранами (1908—1930)
  - Исонами (1909—1930)
  - Ајанами (1909—1930)
- класа Умиказе:
  - Умиказе (1911—1936)
  - Јамаказе (1911—1936)
- класа Сакура:
  - Сакура (1912—1933)
  - Тачибана (1912—1933)
- класа Каба:
  - Каба (1915—1931)
  - Каеде (1915—1931)
  - Кацура (1915—1931)
  - Уме (1915—1931)
  - Кусуники (1915—1931)
  - Кашива (1915—1931)
  - Мацу (1915—1931)
  - Суги (1915—1931)
  - Кири (1915—1931)
  - Сакаки (1915—1931)
- класа Ураказе:
  - Ураказе (1915—1948)
  - Каваказе (1916- продат Италији 1916)
- класа Момо:
  - Момо (1916—1940)
  - Качи (1917—1944)
  - Хиноки (1917—1940)
  - Јанаги (1917—1947)
- класа Исоказе:
  - Исоказе (1917—1935)
  - Амацуказе (1917—1935)
  - Хамаказе (1917—1935)
  - Такицуказе (1917—1948)
- класа Еноки:
  - Еноки (1918—1938)
  - Нара (1918—1938)
  - Кува (1918—1932)
  - Цубаки (1918—1932)
  - Маки (1918—1932)
  - Кејаки (1918—1932)
- класа Таниказе:
  - Таниказе (1919—1934)
  - Каваказе (1918—1934)
- класа Минеказе:
  - Минеказе (1920—1944)
  - Окиказе (1920—1943)
  - Шимаказе (1920—1943)
  - Надаказе (1921—1945)
  - Шиоказе (1921—1948)
  - Хоказе (1921—1944)
  - Тачиказе (1921—1944)
  - Ноказе (1922—1945)
  - Намиказе (1922—1947)
  - Нумаказе (1922—1943)
  - Саваказе (1920—1948)
  - Јаказе (1920—1948)
  - Хаказе (1920—1943)
  - Акиказе (1921—1944)
  - Јуказе (1921—1947)
- класа Моми:
  - Моми (1919—1932)
  - Каја (1920—1939)
  - Наши (1919—1939)
  - Таке (1919—1947)
  - Каки (1920—1947)
  - Цуга (1920—1945)
  - Нире (1920—1945)
  - Кури (1920—1945)
  - Кику (1920—1944)
  - Аои (1920—1941)
  - Хаги (1921—1941)
  - Фуџи (1921—1947)
  - Сусуки (1921—1944)
  - Хиши (1922—1942)
  - Хасу (1922—1946)
  - Вараби (1921—1927)
  - Таде (1922—1943)
  - Сумире (1923—1948)
  - Цута (1921—1943)
  - Аши (1921—1947)
  - Јомоги (1922—1944)
- класа Вакатаке:
  - Вакатаке (1922—1944)
  - Куретаке (1922—1944)
  - Фујо (1923—1943)
  - Асагао (1923—1948)
  - Карукаја (1923—1944)
  - Санае (1923—1943)
  - Југао (1924—1944)
  - Савараби (1924—1932)
  - Шиан (отказан)
  - Омодака (отказан)
  - Надешико (отказан)
  - Ботан (отказан)
  - Башо (отказан)
- класа Камиказе:
  - Камиказе (1922—1947)
  - Асаказе (1923—1944)
  - Харуказе (1923—1947)
  - Мацуказе (1924—1944)
  - Хатаказе (1924—1945)
  - Оите (1925—1944)
  - Хајате (1925—1941)
  - Асанаги (1925—1944)
  - Јунаги (1925—1944)
  - Оказе (отказан 1922)
  - Цумуђиказе (отказан 1922)
- класа Муцуки:
  - Муцуки (1926—1942)
  - Кисараги (1925—1941)
  - Јајои (1926—1942)
  - Узуки (1926—1944)
  - Сацуки (1925—1944)
  - Миназуки (1927—1944)
  - Фумизуки (1926—1944)
  - Нагацуки (1927—1943)
  - Кикузуки (1926—1942)
  - Миказуки (1927—1943)
  - Мочизуки (1927—1943)
  - Јузуки (1927—1944)
- класа Фубуки:
  - Фубуки (1928—1942)
  - Шинономе (1928—1941)
  - Усугумо (1928—1944)
  - Ширакумо (1928—1944)
  - Исонами (1928—1943)
  - Ширајуки (1928—1943)
  - Хацухуки (1928—1943)
  - Мијуки (1929—1934)
  - Муракумо (1928—1942)
  - Уранами (1929—1944)
  - Шикинами (1929—1944)
  - Ајанами (1930—1942)
  - Асагири (1930—1942)
  - Сагири (1931—1941)
  - Југири (1930—1943)
  - Амагири (1930—1944)
  - Оборо (1931—1942)
  - Акебоно (1931—1944)
  - Сазанами (1932—1944)
  - Ушио (1931—1948)
- класа Акацуки:
  - Акацуки (1932—1942)
  - Хибики (1933—1963)
  - Иказучи (1932—1944)
  - Иназума (1932—1944)
- класа Хацухару:
  - Хацухару (1933—1944)
  - Ненохи (1933—1942)
  - Хацушимо (1934—1945)
  - Вакаба (1934—1944)
  - Југуре (1935—1943)
  - Ариаке (1935—1943)
- класа Ширацују:
  - Ширацују (1936—1944)
  - Шигуре (1936—1945)
  - Мурасаме (1937—1943)
  - Јудачи (1937—1942)
  - Самидаре (1937—1944)
  - Харусаме (1937—1944)
  - Јамаказе (1937—1942)
  - Каваказе (1937—1943)
  - Умиказе (1937—1944)
  - Сузуказе (1937—1944)
- класа Асашио:
  - Асашио (1937—1943)
  - Ошио (1937—1943)
  - Мичишио (1937—1944)
  - Арашио (1937—1943)
  - Нацугумо (1937—1942)
  - Јамагумо (1939—1944)
  - Минегумо (1938—1943)
  - Асагумо (1938—1944)
  - Араре (1938—1942)
  - Касуми (1938—1945)
- класа Кагеро:
  - Кагеро (1939—1943)
  - Курошио (1940—1943)
  - Ојашио (1940—1943)
  - Хацуказе (1940—1943)
  - Нацушио (1940—1942)
  - Јукиказе (1940—1947)
  - Хајашио (1940—1942)
  - Маиказе (1941—1944)
  - Исоказе (1940—1945)
  - Ширануи (1939—1944)
  - Амацуказе (1940—1945)
  - Токицуказе (1940—1943)
  - Ураказе (1940—1944)
  - Хамаказе (1941—1945)
  - Новаки (1941—1944)
  - Араши (1941—1943)
  - Хагиказе (1941—1943)
  - Таниказе (1941—1944)
- класа Југумо:
  - Југумо (1941—1943)
  - Акигумо (1941—1944)
  - Казагумо (1942—1944)
  - Макигумо (1942—1943)
  - Макинами (1942—1943)
  - Таканами (1942—1942)
  - Наганами (1942—1944)
  - Таманами (1943—1944)
  - Сузунами (1943—1943)
  - Онами (1942—1943)
  - Фуџинами (1943—1944)
  - Кишинами (1943—1944)
  - Хајанами (1943—1944)
  - Кијонами (1943—1943)
  - Окинами (1943—1944)
  - Хаманами (1943—1944)
  - Асашимо (1943—1945)
  - Кијошимо (1944—1944)
  - Хајашимо (1944—1944)
  - Акишимо (1944—1944)
- Шимаказе (1943—1944)
- класа Акизуки:
  - Акизуки (1942—1944)
  - Терузуки (1942—1942)
  - Сузуцуки (1942—1948)
  - Хацусуки (1942—1944)
  - Низуки (1943—1943)
  - Вакацуки (1943—1944)
  - Шимоцуки (1944—1944)
  - Фујуцуки (1944—1948)
  - Ханацуки (1944—1948)
  - Јоизуки (1944- предат Кини 1947)
  - Харуцуки (1945- предат Совјетском Савезу 1947)
  - Нацузуки (1945—1948)
  - Мичизуки (није завршен)
  - Кијоцуки (отказан)
  - Озуки (отказан)
  - Хазуки (отказан)
- класа Глевс:
  - Асаказе ДД-181 - бивши Амерички Елисон ДД-454 (1954 - враћен Америци 1970)
  - Хатаказе ДД-182 - бивши Амерички Макомб ДД-458 (1954 - враћен Америци 1970)
- класа Харуказе:
  - Харуказе ДД-101 (1956—1985)
  - Јукиказе ДД-102 (1956—1985)
- класа Ајанами:
  - Ајанами ДД-103 (1958—1986)
  - Исонами ДД-104 (1958—1987)
  - Уранами ДД-105 (1958—1986)
  - Таканами ДД-110 (1960—1989)
  - Онами ДД-111 (1960—1990)
  - Макинами ДД-112 (1960—1990)
- класа Мурасаме:
  - Мурасаме ДД-107 (1958—1988)
  - Јудачи ДД-108 (1958—1987)
  - Харусаме ДД-109 (1959—1989)
- класа Флечер:
  - Ариаке ДД-183 - бивши Амерички Хејвуд Л. Едвардс ДД-663 (1959- враћен Америци 1974)
  - Југуре ДД-184 - бивши Амерички Ричард П. Лери ДД-664 (1959- враћен Америци 1974)
- класа Акизуки (1960):
  - Акизуки ДД-161 (1960—1993)
  - Терузуки ДД-162 (1960—1993)
- Амацуказе ДД-163 (1963—1995)
- класа Јамагумо:
  - Јамагумо ДД-113 (1966—1995)
  - Макигумо ДД-114 (1966—1995)
  - Асагумо ДД-115 (1967—1998)
  - Аокумо ДД-119 (1972—2003)
  - Акигумо ДД-120 (1974—2005)
  - Југумо ДД-121 (1977—2005)
- класа Такацуки:
  - Такацуки ДД-164 (1967—2002)
  - Кикузуки ДД-165 (1968—2003)
  - Мочизуки ДД-166 (1969—1999)
  - Нагацуки ДД-167 (1969—1996)
- класа Минегумо:
  - Минегумо ДД-116 (1968—1999)
  - Нацугумо ДД-117 (1969—1999)
  - Муракумо ДД-118 (1970- 2000)
- класа Харуна:
  - Харуна ДДХ-141 (1973- у служби)
  - Хиеи ДДДХ-142 (1974- у служби)
- класа Тачиказе:
  - Тачиказе ДДГ -168 (1976—2007)
  - Асаказе ДДГ-169 (1979- у служби)
  - Саваказе ДДГ-170 (1983- у служби)
- класа Ширане:
  - Ширане ДДХ-143 (1980- у служби)
  - Курама ДДХ-144 (1981- у служби)
- класа Хацујуки:
  - Хацујуки ДД-122 (1982- у служби)
  - Ширајуки ДД-123 (1982- у служби)
  - Минејуки ДД-124 (1984- у служби)
  - Савајуки ДД-125 (1984- у служби)
  - Хамајуки ДД-126 (1983- у служби)
  - Исојуки ДД-127 (1985- у служби)
  - Харујуки ДД-128 (1985- у служби)
  - Јамајуки ДД-129 (1985- у служби)
  - Мацујуки ДД-130 (1986- у служби)
  - Сетојуки ДД-131 (1986- у служби)
  - Асајаки ДД-132 (1987- у служби)
  - Шимајуки ДД-133 (1987- у служби)
- класа Хатаказе:
  - Хатаказе ДДГ-171 (1986- у служби)
  - Шимаказе ДДГ-172 (1988- у служби)
- класа Асагири:
  - Асагири ДД-151 (1988- у служби)
  - Јамагири ДД-152 (1989- у служби)
  - Југири ДД-153 (1989- у служби)
  - Амагири ДД-154 (1989- у служби)
  - Хамагири ДД-155 (1990- у служби)
  - Сетогири ДД-156 (1990- у служби)
  - Савагири ДД-157 (1990- у служби)
  - Умигири ДД-158 (1991- у служби)
- класа Конго:
  - Конго ДДГ-173 (1993- у служби)
  - Киришима ДДГ-174 (1995- у служби)
  - Мјоко ДДГ-175 (1996- у служби)
  - Чокаи ДДГ-176 (1998- у служби)
- класа Мурасаме:
  - Мурасаме ДД-101 (1996- у служби)
  - Харусаме ДД-102 (1997- у служби)
  - Јудачи ДД-103 (1999- у служби)
  - Кирисаме ДД-104 (1999- у служби)
  - Иназума ДД-105 (2000- у служби)
  - Самидаре ДД-106 (2000- у служби)
  - Иказучи ДД-107 (2001- у служби)
  - Акебоно ДД-108 (2002- у служби)
  - Ариаке ДД-109 (2002- у служби)
- класа Таканами:
  - Таканами ДД-110 (2003) (2003- у служби)
  - Онами ДД-111 (2003) (2003- у служби)
  - Макинами ДД-112 (2004) (2004- у служби)
  - Сазанами ДД-113 (2005- у служби)
  - Сузунами ДД-114 (2006- у служби)
- класа Атаго:
  - Атаго ДДГ-177 (2007- у служби)
  - Ашигара ДДГ-178 (у градњи)

### Ескортни разарачи
- класа Мацу:
  - Мацу (1944—1944)
  - Момо (1944—1944)
  - Таке (1944—1947)
  - Уме (1944—1945)
  - Кува (1944—1944)
  - Маки (1944—1947)
  - Кири (1944- предат Совјетском Савезу 1947)
  - Суги (1944- педат Кини 1947)
  - Моми (1944—1945)
  - Хиноки (1944—1945)
  - Каши (1944—1948)
  - Каја (1944- предат Совјетском Савезу 1947)
  - Каеде (1944- педат Кини 1947)
  - Сакура (1944—1945)
  - Нара (1944—1948)
  - Цубаки (1944—1948)
  - Кејаки (1944—1947)
  - Јанаги (1945—1947)
- класа Тачибана:
  - Тачибана (1945—1945)
  - Нире (1945—1948)
  - Цута (1945- предат Кини 1947)
  - Хаги (1945- 1947)
  - Ши (1945- предат Совјетском Савезу 1947)
  - Наши (1945—1945)
  - Сумире (1945—1947)
  - Еноки (1945—1945)
  - Кусуноки (1945—1947)
  - Одаке (1945—1947)
  - Хацузакура (1945- предат Совјетском Савезу 1947)
  - Каба (1945—1947)
  - Хацујуме (1945- предат Кини 1947)
  - Јаезакура (није завршен)
  - Точи (није завршен)
  - Јадаке (није завршен)
  - Кацура (није завршен)
  - Вакаракура (није завршен)
  - Азуса (није завршен)
  - Сакаки (није завршен)
  - Кузу (није завршен)
  - Хиши (није завршен)
- класа Канон:
  - Асахи ДЕ-262 - бивши Амерички Атертон ДЕ-169 (1955- враћен Америци 1975)
  - Хацухи ДЕ-263 - бивши Амерички Амик ДЕ-168 (1955- враћен Америци 1975)
- Акебоно ДЕ-201 (1955—1976)
- класа Иказуши:
  - Иказуши ДЕ-202 (1956—1983)
  - Иназума ДЕ-203 (1956—1983)
- класа Исузу:
  - Исузу ДЕ-211 (1961—1992)
  - Могами ДЕ-212 (1961—1991)
  - Китаками ДЕ-213 (1964—1993)
  - Ои ДЕ-214 (1964—1993)
- класа Чикуги:
  - Чикуго ДЕ-215 (1971—1996)
  - Ајасе ДЕ-216 (1971—1996)
  - Микума ДЕ-217 (1971—1997)
  - Токачи ДЕ-218 (1972—1998)
  - Ивасе ДЕ-219 (1972—1998)
  - Читосе ДЕ-220 (1973—1999)
  - Нијодо ДЕ-221 (1974—1999)
  - Тешио ДЕ-222 (1975—2000)
  - Јошино ДЕ-223 (1975—2001)
  - Кумано ДЕ-224 (1977—2003)
  - Ноширо ДЕ-225 (1977—2003)
- Ишикари ДЕ-226 (1981- у служби)
- класа Јубари:
  - Јубари ДЕ-227 (1983- у служби)
  - Јубецу ДЕ-228 (1984- у служби)
- класа Абукума:
  - Абукума ДЕ-229 (1989- у служби)
  - Џинцу ДЕ-230 (1990- у служби)
  - Ојодо ДЕ-231 (1991- у служби)
  - Сендај ДЕ-232 (1991- у служби)
  - Чикума ДЕ-233 (1993- у служби)
  - Тоне ДЕ-234 (1993- у служби)

## Ескортни бродови
- класа Шимушу:
  - Шимушу (1940- предат Совјетском Савезу 1947)
  - Хачијо (1941- 1948)
  - Кунашари (1940—1947)
  - Ишигаки (1941—1944)
- класа Еторофу:
  - Еторофу (1943—1947)
  - Оки (1943- предат Кини 1947)
  - Садо (1943—1944)
  - Мацува (1943—1944)
  - Фукуе (1943—1947)
  - Цушима (1943- предат Кини 1947)
  - Муцуре (1943—1943)
  - Вакамија (1943—1943)
  - Кању (1943—1945)
  - Хирадо (1943—1944)
  - Амакуса (1943—1945)
  - Мању (1943—1947)
  - Касадо (1944—1948)
  - Ики (1943—1944)
- класе Микура:
  - Микура (1943—1945)
  - Мијаке (1943—1948)
  - Авађи (1944—1944)
  - Курахаши (1944—1948)
  - Номи (1944—1945)
  - Чибури (1944—1945)
  - Јоширо (1944- предат Кини 1947)
  - Кусагаки (1944—1944)
- класа Укуру:
  - Укуру (1944—1965)
  - Хибури (1944—1944)
  - Шонан (1944—1945)
  - Даито (1944—1945)
  - Окинава (1944—1945)
  - Куме (1944—1945)
  - Икуна (1944—1963)
  - Шинан (1944—1967)
  - Јаку (1944—1945)
  - Агуни (1944—1948)
  - Мокуто (1945—1945)
  - Инаги (1944—1945)
  - Уку (1944—1947)
  - Чикубу (1944—1962)
  - Хабуши (1945—1947)
  - Сакито (1945—1947)
  - Куга (1945—1948)
  - Ођика (1945—1945)
  - Козу (1945- предат Совјетском Савезу 1947)
  - Канава (1945—1947)
  - Шига (1945—1964)
  - Амами (1945—1947)
  - Ходака (1945—1948)
  - Хабуто (1945—1947)
  - Иво (1945—1948)
  - Такане (1945—1947)
  - Икара (1945—1945)
  - Шисака (1945- предат Кини 1947)
  - Икуно (1945- предат Совјетском Савезу 1947)
  - Оцу (није завршен)
  - Уруми (није завршен)
  - Муроцу (није завршен)
  - Томошири (није завршен)

## Торпиљери
- класа Томозуру:
  - Томозуру (1934—1945)
  - Чидори (1933—1944)
  - Хацукари (1934—1946)
  - Маназуру (1934—1945)
- класа Отори:
  - Хато (1937—1944)
  - Касасаги (1937—1943)
  - Хајабуза (1936—1944)
  - Киђи (1937—1947)
  - Хијодори (1936—1944)
  - Отори (1936—1944)
  - Кари (1937—1945)
  - Саги (1937—1944)

## Фрегате
- класа Такома:
  - Кусу ПФ-281 - бивша Америчка Огден ПФ-39 (1953- враћена Америци 1977)
  - Нара ПФ-282 - бивша Америчка Мечиас ПФ-53 (1953- враћена Америци 1969)
  - Каши ПФ-283 - бивша Америчка Паско ПФ-6 (1953- враћена Америци 1968)
  - Моми ПФ-284 - бивша Америчка Пујкипси ПФ-26 (1953- враћена Америци 1971)
  - Суги ПФ-285 - бивша Америчка Коронадо ПФ-38 (1953- враћена Америци 1971)
  - Мацу ПФ-286 - бивша Америчка Чарлотесвил ПФ-25 (1953- враћена Америци 1972)
  - Нире ПФ-287 - бивша Америчка Сандискаи ПФ-54 (1953- враћена Америци 1977)
  - Каја ПФ-288 - бивша Америчка Сан Педро ПФ-37 (1953- враћена Америци 1978)
  - Уме ПФ-289 - бивша Америчка Алентаун ПФ-52 (1953- враћена Америци 1971)
  - Сакура ПФ-290 - бивша Америчка Карсон Сити ПФ-50 (1953- враћена Америци 1971)
  - Кири ПФ-291 - бивша Америчка Еверат ПФ-8 (1953- враћена Америци 1976)
  - Цуге ПФ-292 - бивша Америчка Глостер ПФ-22 (1953- враћена Америци 1969)
  - Каеде ПФ-293 - бивша Америчка Њупорт ПФ-27 (1953- враћена Америци 1975)
  - Буна ПФ-294 - бивша Америчка Бајоне ПФ-21 (1953- враћена Америци 1967)
  - Кејаки ПФ-295 - бивша Америчка Евансвил ПФ-70 (1953- враћена Америци 1977)
  - Точи ПФ-296 - бивша Америчка Албукерк ПФ-7 (1953- враћена Америци 1971)
  - Ши ПФ-297 - бивша Америчка Лонг Бич ПФ-34 (1953- враћена Америци 1971)
  - Маки ПФ-298 - бивша Америчка Бат ПФ-55 (1953- враћена Америци 1971)

## Подморнице

### Океанске подморнице
- класа Каидаи 1:
  - И-51 (1924—1941)
- класа Каидаи 2:
  - И-152 (1925—1948) првобитан назив И-52
- класа Јунсен 1:
  - И-1 (1926—1943)
  - И-2 (1926—1944)
  - И-3 (1926—1942)
  - И-4 (1929—1942)
- класа Каидаи 3а:
  - И-153 (1927—1948) првобитан назив И-53
  - И-154 (1927—1947) првобитан назив И-54
  - И-155 (1927—1947) првобитан назив И-55
  - И-158 (1928—1946) првобитан назив И-58
- класе Каидаи 3б:
  - И-156 (1929—1946) првобитан назив И-56
  - И-157 (1929—1946) првобитан назив И-57
  - И-159 (1930—1946) првобитан назив И-59
  - И-60 (1929—1942)
  - И-63 (1929—1939)
- класа Каидаи 4:
  - И-61 (1929—1941)
  - И-162 (1930—1946) првобитан назив И-62
  - И-64 (1930—1942)
- класа Јунсен 1м:
  - И-5 (1931—1944)
- класа Каидаи 5:
  - И-165 (1932—1945) првобитан назив И-65
  - И-166 (1932—1942) првобитан назив И-66
  - И-67 (1932—1940)
- класа Каидаи 6а:
  - И-168 (1934—1943) првобитан назив И-68
  - И-169 (1935—1944) првобитан назив И-69
  - И-70 (1935—1941)
  - И-171 (1935—1944) првобитан назив И-71
  - И-172 (1937—1942) првобитан назив И-72
  - И-73 (1937—1942)
- класа Јунсен 2:
  - И-6 (1935—1944)
- класа Јунсен 3:
  - И-7 (1937—1943)
  - И-8 (1938—1945)
- класа Каидаи 6б:
  - И-174 (1938—1944) првобитан назив И-74
  - И-175 (1938—1944) првобитан назив И-75
- класа Хеи-Гата:
  - И-16 (1940—1944)
  - И-18 (1941—1943)
  - И-20 (1940—1943)
  - И-22 (1941—1942)
  - И-24 (1941—1943)
- класа Оцу-Гата:
  - И-15 (1940—1942)
  - И-17 (1941—1943)
  - И-19 (1941—1943)
  - И-21 (1941—1943)
  - И-23 (1941—1942)
  - И-25 (1941—1943)
  - И-26 (1941—1944)
  - И-27 (1942—1944)
  - И-28 (1942—1942)
  - И-29 (1942—1944)
  - И-30 (1942—1942)
  - И-31 (1942—1943)
  - И-32 (1942—1944)
  - И-33 (1942—1942)
  - И-34 (1942—1943)
  - И-35 (1942—1943)
  - И-36 (1942—1946)
  - И-37 (1943—1944)
  - И-38 (1943—1944)
  - И-39 (1943—1943)
- класа Ко-Гата:
  - И-9 (1941—1944)
  - И-10 (1941—1944)
  - И-11 (1942—1944)
- класа Каидаи 7:
  - И-176 (1942—1944) првобитан назив И-76
  - И-177 (1942—1944) првобитан назив И-77
  - И-178 (1942—1943) првобитан назив И-78
  - И-179 (1943—1943)
  - И-180 (1943—1944) првобитан назив И-80
  - И-181 (1943—1943) првобитан назив И-81
  - И-182 (1943—1943)
  - И-183 (1943—1944)
  - И-184 (1943—1944)
  - И-185 (1943—1944)
- класа Оцу-Гата 2:
  - И-40 (1943—1943)
  - И-41 (1943—1944)
  - И-42 (1943—1944)
  - И-43 (1943—1944)
  - И-44 (1943—1945)
  - И-45 (1943—1944)
- класа Хеи-Гата 2:
  - И-46 (1944—1944)
  - И-47 (1944—1946)
  - И-48 (1944—1945)
- класа Хеи-Гата 3:
  - И-52 (1943—1943)
  - И-53 (1944—1946)
  - И-55 (1944—1944)
- класа Оцу-Гата 3:
  - И-54 (1944—1944)
  - И-56 (1944—1945)
  - И-58 (1944—1946)
- класа Ко-Гата 2:
  - И-12 (1944—1945)
- класа Каи Ко-Така:
  - И-1 (отказана марта 1945. при готовости од 70%)
  - И-13 (1944—1945)
  - И-14 (1945—1947)
  - И-15 (отказана марта 1945. при готовости од 90%)
- класа Сен-Току:
  - И-400 (1944—1946)
  - И-401 (1945—1946)
  - И-402 (1945—1946)
  - И-404 (уништена од америчких авиона 28. јула 1945. при готовости од 95%)
  - И-405 (отказана пре поринућа)
- класа Сен-Хо:
  - И-351 (1945—1945)
  - И-352 (уништена од америчких авиона 22. јуна 1945. пре завршетка градње)
- класа Сен-Така:
  - И-201 (1945—1946)
  - И-202 (1945—1946)
  - И-203 (1945—1946)
  - И-204 (уништена од америчких авиона 22. јуна 1945. при готовости од 90%)
  - И-205 (отказана марта 1945. при готовости од 80%)
  - И-206 (отказана марта 1945. при готовости од 85%)
  - И-207 (отказана марта 1945. при готовости од 20%)
  - И-208 (отказана марта 1945. при готовости од 5%)
- класа Гејтоу:
  - Курошио (СС 501) - бивша америчка Минго (СС-261) (1955- враћена Америци 1966)
- класа Ојашио (1960):
  - Ојашио (СС 511) (1960—1976)
- класа Хајашио:
  - Хајашио (СС 521) (1962—1979)
  - Вакашио (СС 522) (1962—1979)
- класа Нацушио:
  - Нацушио (СС 523) (1963—1978)
  - Фујушио (СС 524) (1963—1978)
- класа Ошио:
  - Ошио (СС 561) (1965—1981)
- класа Асашио:
  - Асашио (СС 562) (1966—1983)
  - Харушио (СС 563) (1967—1984)
  - Мичишио (СС 564) (1968—1985)
  - Арашио (СС 565) (1969—1896)
- класа Узушио:
  - Узушио (СС 566) (1971—1987)
  - Макишио (СС 567) (1972—1988)
  - Исошио (СС 568) (1972—1992)
  - Нарушио (СС 569) (1973—1993)
  - Курошио (СС 570) (1974—1994)
  - Такашио (СС 571) (1976—1995)
  - Јаешио (СС 572) (1978—1996)
- класа Јушио:
  - Јушио (СС 573) (1980—1999)
  - Мочишио (СС 574) (1981—2000)
  - Сетошио (СС 575) (1982—2001)
  - Окишио (СС 576) (1983—2003)
  - Надашио (СС 577) (1984—2001)
  - Хамашио (СС 578) (1985—2006)
  - Акишио (СС 579) (1986—2004)
  - Такешио (СС 580) (1987—2005)
  - Јукишио (СС 581) (1988- у служби)
  - Сетошио (СС 582) (1989—2006)
- класа Харушио:
  - Харушио (СС-583) (1990- у служби)
  - Нацушио (СС 584) (1991- у служби)
  - Хајашио (СС 585) (1992- у служби)
  - Арашио (СС 586) (1993- у служби)
  - Вакашио (СС 587) (1994- у служби)
  - Фујушио (СС 588) (1995- у служби)
  - Асашио (СС 589) (1997- у служби)
- класа Ојашио:
  - Ојашио (СС 590) (1998- у служби)
  - Мичишио (СС 591) (1999- у служби)
  - Узушио (СС 592) (2000- у служби)
  - Макишио (СС 593) (2001- у служби)
  - Исошио (СС 594) (2002- у служби)
  - Нарушио (СС 595) (2003- у служби)
  - Курошио (СС 596) (2004- у служби)
  - Такашио (СС 597) (2005- у служби)
  - Јаешио (СС 598) (2006- у служби)
  - Сетошио (СС 599) (2007- у служби)
  - Мочишио (СС 600) (у градњи)

### Подморнице минополагачи
- класа Кираи-Сен:
  - И-121 (1927—1947)
  - И-122 (1927—1945)
  - И-123 (1928—1942)
  - И-124 (1928—1942)